# Casa Sicher
Casa Sicher è un palazzo di Venezia, sito nel sestiere di San Polo ed affacciato sul Canal Grande tra Palazzo Bernardo e Palazzo Donà della Madoneta. Presenta una facciata semplice, sulla quale spiccano tre bifore centrali e il portale ad acqua a tutto sesto. Il piano terra è caratterizzato da un basamento in pietra bianca, mentre i superiori sono tinti con intonaco rosso. Nessuna delle aperture presenta una vera importanza artistica.